# ريتشارد جوزيف
ريتشارد جوزيف (بالإنجليزية: Richard Joseph)‏ هو عالم حاسوب وملحن بريطاني، ولد في 23 أبريل 1953، وتوفي في 4 مارس 2007 بسبب سرطان الرئة.

## وصلات خارجية
- ريتشارد جوزيف على موقع IMDb (الإنجليزية)
- ريتشارد جوزيف على موقع ميوزك برينز (الإنجليزية)
- ريتشارد جوزيف على موقع ديسكوغز (الإنجليزية)